# Piotr Madajczyk
Piotr Włodzimierz Madajczyk (ur. 11 września 1959 w Warszawie) – polski historyk, profesor nauk humanistycznych, wykładowca akademicki.

## Życiorys
Jest synem historyka Czesława Madajczyka. Studiował historię na Uniwersytecie im. Adama Mickiewicza w Poznaniu (1978–1980) oraz na Uniwersytecie Warszawskim (1980–1982). Promotorem jego pracy magisterskiej był Tadeusz Jędruszczak. W 1989 na Uniwersytecie im. Adama Mickiewicza w Poznaniu obronił pracę doktorską Święta tradycja a nowoczesna polityka. Polityka i koncepcje polityczne Gustawa Stresemanna (1915–1992) pisaną pod kierunkiem Antoniego Czubińskiego. W 1998 również w Instytucie Historii UAM uzyskał stopień doktora habilitowanego na podstawie rozprawy zatytułowanej Przyłączenie Śląska Opolskiego do Polski 1945–1948. Był również stypendystą Institut für Europäische Geschichte w Moguncji. 12 marca 2003 otrzymał tytuł naukowy profesora.
Po ukończeniu studiów był pracownikiem Archiwum Akt Nowych w Warszawie oraz w Instytucie Zachodnim w Poznaniu. W 1989 został zatrudniony w Instytucie Krajów Socjalistycznych PAN w Warszawie. W 1990 przeszedł do pracy w Instytucie Studiów Politycznych PAN, gdzie został profesorem zwyczajnym i kierownikiem Zakładu Studiów nad Niemcami. Był również pracownikiem dyrektora Biura ds. Mniejszości Narodowych Ministerstwa Kultury i Sztuki (w tym p.o. dyrektora), wykładowcą Collegium Civitas, Wyższej Szkoły Mazowieckiej oraz Wyższej Szkoły Handlu i Prawa im. Łazarskiego w Warszawie.
Specjalizuje się w problematyce przymusowych przesiedleń ludności w Europie środkowo-wschodniej w latach 1945–1950 i badaniach nad mniejszościami narodowymi. Zajął się także tematyką kolaboracji w okresie II wojny światowej.

## Odznaczenia i wyróżnienia
Odznaczony Krzyżem Kawalerskim Orderu Odrodzenia Polski (2011). W 2000 otrzymał Srebrny Krzyż Zasługi. W 2024 otrzymał Nagrodę Klio III stopnia w kategorii autorskiej za książkę Krajobrazy biograficzne Rafała Lemkina.

## Wybrane publikacje
- Na drodze do pojednania: wokół orędzia biskupów polskich do biskupów niemieckich z 1965 roku, Wyd. Nauk. PWN, Warszawa 1994.
- Niemcy polscy 1944–1989, Oficyna Naukowa, Warszawa 2001.
- Polska jako państwo narodowe. Historia i pamięć (współautor z Danutą Berlińską), ISP PAN, Warszawa 2008.
- Czystki etniczne i klasowe w Europie XX wieku: szkice do problemu, ISP PAN, Warszawa 2010.
- Marzenie o narodzie doskonałym. Między biopolityka a etnopolityką. ISP PAN, Warszawa 2017.
- Krajobrazy biograficzne Rafała Lemkina, Instytut Pileckiego, Warszawa 2023.